# Кайманові Острови на Чемпіонаті світу з водних видів спорту 2015
Кайманові Острови взяли участь у Чемпіонаті світу з водних видів спорту 2015, який пройшов у Казані (Росія) від 24 липня до 9 серпня.

## Плавання
Плавці Кайманових Островів виконали кваліфікаційні нормативи в дисциплінах, які наведено в таблиці (не більш як 2 плавці на одну дисципліну за часом нормативу A, і не більш як 1 плавець на одну дисципліну за часом нормативу B):
Чоловіки
| Спортсмен      | Дисципліна            | Попередній заплив | Попередній заплив | Фінал           | Фінал           |
| Спортсмен      | Дисципліна            | Час               | Місце             | Час             | Місце           |
| -------------- | --------------------- | ----------------- | ----------------- | --------------- | --------------- |
| Джеффрі Батлер | 400 м вільним стилем  | 4:07.41           | 63                | Завершив виступ | Завершив виступ |
| Джеффрі Батлер | 1500 м вільним стилем | 16:21.18          | 44                | Завершив виступ | Завершив виступ |

Жінки
| Спортсменка | Дисципліна       | Попередній заплив | Попередній заплив | Півфінал         | Півфінал         | Фінал            | Фінал            |
| Спортсменка | Дисципліна       | Час               | Місце             | Час              | Місце            | Час              | Місце            |
| ----------- | ---------------- | ----------------- | ----------------- | ---------------- | ---------------- | ---------------- | ---------------- |
| Лара Батлер | 100 м на спині   | 1:06.71           | 54                | Завершила виступ | Завершила виступ | Завершила виступ | Завершила виступ |
| Лара Батлер | 100 м батерфляєм | 1:06.10           | 58                | Завершила виступ | Завершила виступ | Завершила виступ | Завершила виступ |
| Лорен Х'ю   | 50 м на спині    | 32.33             | 44                | Завершила виступ | Завершила виступ | Завершила виступ | Завершила виступ |
| Лорен Х'ю   | 200 м на спині   | 2:29.52           | 43                | Завершила виступ | Завершила виступ | Завершила виступ | Завершила виступ |